# Andersen Corporation
Andersen Corporation er den største dør- og vinduesproducent i Nordamerika med mere end 9.000 medarbejdere fordelt på over 20 lokaliteter og datterselskaber.
Virksomheden stiftedes 25. juli 1903 under selskabsform (business incorporation) af den danske immigrant Hans J. Andersen i Hudson, Wisconsin, på den østre side af St. Croix-floden, et øvre tilløb til Mississippifloden, men flyttede 1913 hovedsædet til Bayport, Minnesota, på den vestre side af samme flod.
Hans Jacob Andersen (1855-1914) var 1872 ca. 17 år gammel udvandret fra Danmark til USA, og drev fra 1874 forskellige byggefirmaer, tømmerhandler og savværker i Minnesota og Wisconsin.
I 1896 flyttede han til Hudson, hvor han styrede et savværk og startede detailhandel under navnet Wisconsin Lumber and Building Company.
Efter stiftelsen 1903 af Andersen Lumber Company påbegyndtes året efter produktion af vinduesrammer. I 1905 opfandt Hans Andersen et 2 bundts pakke-system med vinduesmoduler i faste størrelser, der nemt kunne samles på byggepladsen, det såkaldte 10-minuts vindue, som blev en stor salgssucces.
I 1913 flyttedes til nye produktionsbygninger på den vestre side af St. Croix-floden i South Stillwater, et område, som 1922 omdøbtes til Bayport, hvor virksomhedens hovedkontor endnu ligger. Bayport er i dag en satellitby til Minnesotas hovedstad Saint Paul, som den ligger 20 km øst for.
Efter Hans Andersens død ved et hjerteslag i 1914 videreførtes ledelsen af firmaet indtil 1960 af sønnen Fred Cummings Andersen (1891-1979) med storebroderen Herbert Andersen (1885-1921) som vicedirektør og kasserer.
Under Freds ledelse skiftede firmaet 1929 navn til Andersen Frame Company og 1937 til Andersen Corporation.
Udover sortimentet af dør- og vinduesprodukter, har Andersen Corp. som kuriosum under 2. verdenskrig produceret prisbelønnede ammunitionskasser i træ til den amerikanske hær.
Andersen Corporation har med tiden overtaget adskille konkurrerende virksomheder, der nu er indlemmet som datterselskaber, og er endnu familie-ejet.